# Lophodermium sphaerioides
Lophodermium sphaerioides är en svampart som först beskrevs av Alb. & Schwein., och fick sitt nu gällande namn av Duby 1862. Lophodermium sphaerioides ingår i släktet Lophodermium och familjen Rhytismataceae.  Arten är reproducerande i Sverige. Inga underarter finns listade i Catalogue of Life.